# Khoua

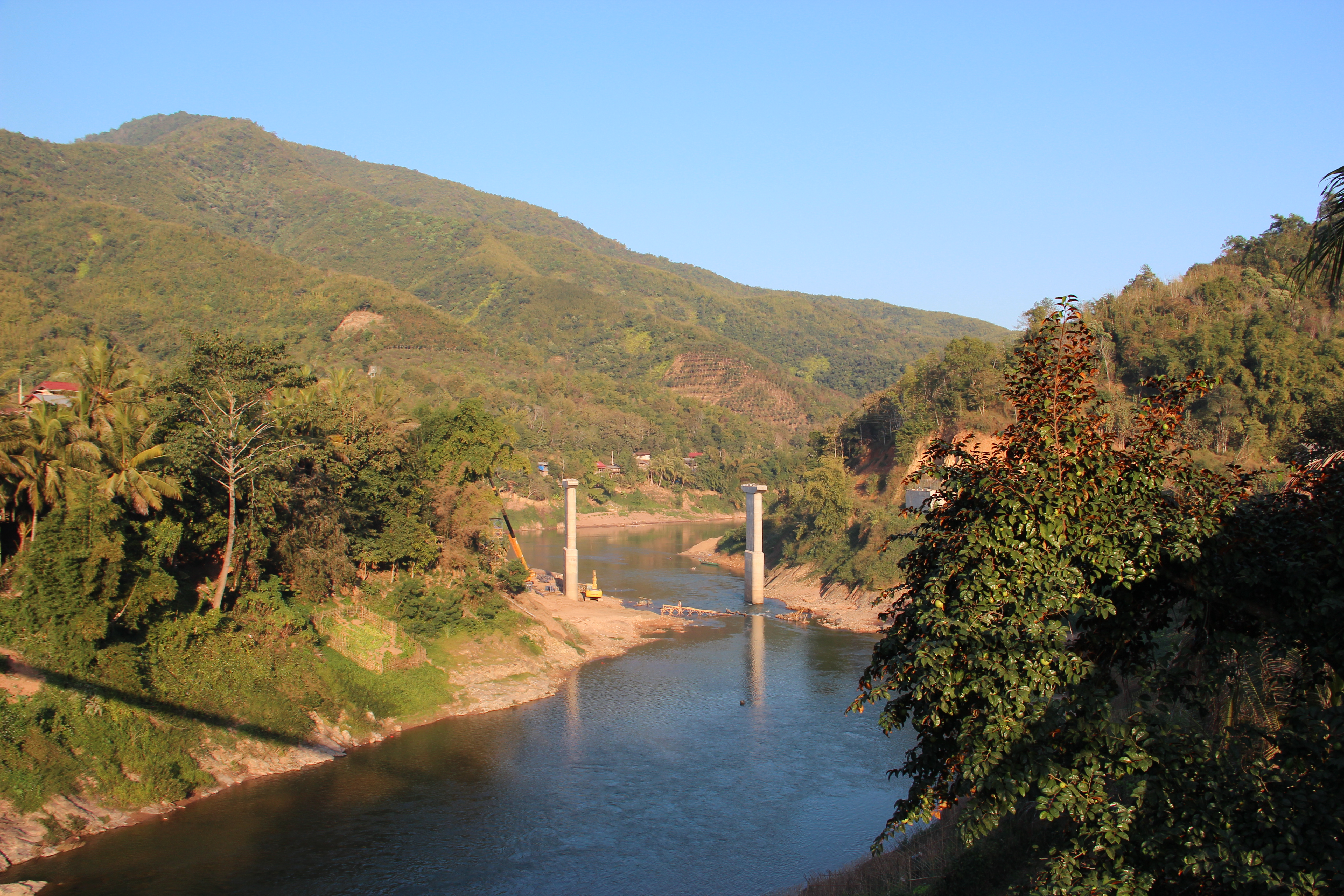
Cầu đang bắc qua dòng Nam Ou.

Khoua, còn viết là Khua, (tiếng Lào: ເມືອງຂວາ) là một muang (mường, huyện) thuộc tỉnh Phongsaly ở cực bắc Lào.
Tại Việt Nam thì Muang Khua còn được gọi là Mường Khoa.

## Vị trí
Phongsali là tỉnh cực bắc của Lào, còn Muang Khua là huyện cực nam của tỉnh. Phía đông huyện này giáp với Muang May, phía bắc là Muang Samphanh thuộc cùng tỉnh.
Phía nam là Muang Nambak và Muang Ngoy thuộc tỉnh Luang Prabang, còn phía tây nam là Muang La thuộc tỉnh Oudomxay.
Nam Ou, một chi lưu của sông Mekong chảy qua huyện. Thị trấn huyện lỵ Muang Khua nằm bên bờ Nam Ou.
Tuyến đường từ Điện Biên ở Việt Nam qua Muang May, Muang Khua đến Muang Xay của tỉnh Oudomxay là một tuyến tour du lịch khám phá nổi tiếng.